# Carla Cecato
Carla Silva Cecato (Rio de Janeiro, 15 de junho de 1978), é uma jornalista brasileira.

## Carreira
Em 1995, Carla estudou teatro e fez uma participação especial do seriado Malhação , porém desistiu de seguir a carreira de atriz para formar-se em jornalismo pelas Faculdades Integradas Helio Alonso (Facha-RJ), em 2000. Em 1998, começou a carreira no jornalismo como estagiária na produção do programa Muvuca, da Rede Globo e apresentadora do programa "Passo a Passo" na SKY TV. Em 1999, foi contratada como produtora do SporTV. Em 2004, estreou como repórter do BandNews RJ, da BandNews TV, e Jornal do Rio, da Band. Em 2005, foi contratada pela TV Record, inicialmente no RJ Record  e nacional do Jornal da Record, posteriormente também Repórter Record e Câmera Record e da revista Domingo Espetacular. Em 2008, assumiu a função de apresentadora do programa Tudo a Ver, sendo que cobriu as Olimpíadas de Pequim, na China. Na volta, recebeu o convite para estrear como correspondente da Record em Londres.
Em junho de 2009, de volta ao Brasil, assume a apresentação do jornal matinal Fala Brasil, onde ficou até 2021, entre idas e vindas. Em outubro de 2012, deixou o jornal por problemas na coluna, onde foi substituída por Adriana Reid, e se tornou repórter do Domingo Espetacular. Nesse tempo também cobriu a licença maternidade de Janine Borba no dominical. Em agosto de 2013, retornou ao matinal. Em julho de 2015, apresentou os Jogos Pan-Americanos de Toronto, no Canadá. No ano seguinte, esteve à frente da cobertura das Olimpíadas Rio 2016, no Rio de Janeiro. Em junho de 2017, deixou novamente o Fala Brasil para comandar o SP Record, porém em janeiro de 2018, retornou após a extinção do jornal paulistano. Em 26 de setembro de 2019, Carla deixa definitivamente a edição diária do jornal devido a problemas emocionais e passa a comandar a edição de sábado. Em 14 de maio de 2021, Carla Cecato foi desligada da Record após 16 anos.
Em 2022, Carla Ceccato retorna ao jornalismo na Jovem Pan como comentarista no programa Linha de Frente e apresentando o Talk Show Jovem Pan substituindo Antônia Fontenelle.
No mesmo ano, foi contratada pela campanha do então presidente Jair Bolsonaro e afastada da Jovem Pan até o fim das eleições. Seu Instagram tem mais de dois milhões de seguidores.
Já foi filiada ao NOVO e ao Podemos.

## Filmografia
| Ano     | Título              | Função         | Notas                          | Emissora    |
| ------- | ------------------- | -------------- | ------------------------------ | ----------- |
| 1995    | Malhação            | Raquel         | Episódios: "13–15 de novembro" | TV Globo    |
| 1998–99 | Muvuca              | Produtora      |                                | TV Globo    |
| 1999–03 | SporTV News         | Produtora      |                                | SporTV      |
| 2004    | BandNews RJ         | Repórter       |                                | BandNews TV |
| 2004    | Jornal do Rio       | Repórter       |                                | Band Rio    |
| 2005    | Jornal da Record    | Repórter       |                                | Record      |
| 2005    | RJ Record           | Apresentadora  |                                | Record      |
| 2006–08 | Repórter Record     | Repórter       |                                | Record      |
| 2006–08 | Câmera Record       | Repórter       |                                | Record      |
| 2006–08 | Domingo Espetacular | Repórter       |                                | Record      |
| 2007    | Jornal 24 Horas     | Apresentadora  |                                | Record      |
| 2008–09 | Jornal da Record    | Correspondente |                                | Record      |
| 2009    | SP Record           | Apresentadora  |                                | Record      |
| 2009–12 | Fala Brasil         | Apresentadora  |                                | Record      |
| 2012–13 | Domingo Espetacular | Repórter       |                                | Record      |
| 2013–17 | Fala Brasil         | Apresentadora  |                                | Record      |
| 2017–18 | SP Record           | Apresentadora  |                                | Record      |
| 2018–19 | Fala Brasil         | Apresentadora  |                                | Record      |
| 2020–21 | Fala Brasil         | Apresentadora  | Aos sábados                    | Record      |
| 2022    | JP Linha de Frente  | Comentarista   |                                | Jovem Pan   |
| 2022    | Talk Show Jovem Pan | Apresentadora  |                                | Jovem Pan   |